# Salem (dystrykt)

Dystrykt Salem na mapie stanu Tamilnadu

Salem – dystrykt w stanie Tamilnadu, w Indiach. Od północy graniczy z dystryktem Dharmapuri, od wschodu z dystryktem Viluppuram, od południa z dystryktami Perambalur, Tiruchirapalli i Namakkal, od zachodu z dystryktem Erode. Stolicą dystryktu Salem jest miasto Salem.